# Tristerix chodatianus
Tristerix chodatianus là một loài thực vật có hoa trong họ Loranthaceae. Loài này được (Patschovsky) Kuijt miêu tả khoa học đầu tiên năm 1988.